# Lubomír Tesáček
Lubomír Tesáček (Slavkov u Brna, 9 febbraio 1957 – Praga, 29 giugno 2011) è stato un mezzofondista cecoslovacco.

## Palmarès

### Europei indoor
- 1 medaglia:
  - 1 oro (Göteborg 1984 nei 3 000 metri piani)

## Altre competizioni internazionali
1990
- Argento al Giro Media Blenio ( Dongio) - 33'00"